# Small Apartments
Small Apartments è un film del 2012 diretto da Jonas Åkerlund e tratto dall'omonimo romanzo di Chris Millis. Il film è stato premiato al South by Southwest Film Festival il 10 marzo 2012.

## Trama
Franklin Franklin è un disadattato sociale sovrappeso, eccentrico e accumulatore compulsivo ossessionato dalla Svizzera, che va in giro indossando poco più che slip e calzini spaiati e vive con una dieta composta da bevande gassate e sottaceti con senape. Vivere da solo in un appartamento quasi spoglio in un complesso edilizio fatiscente nel sud della California popolato da altri eccentrici, tra cui il cinico tossicodipendente Tommy Balls, il nevrotico recluso geriatrico Mr. Allspice e l'aspirante ballerina Simone che vive con sua madre.
In un momento precedente, il proprietario di Franklin, il signor Olivetti, morì accidentalmente dopo essere scivolato sulla senape versata a causa di attacchi di starnuti quando ricevette sesso orale da Franklin, in cambio dell'affitto non pagato da due mesi. Nel tentativo di sbarazzarsi del corpo del cadavere, Franklin lo porta a casa di Olivetti e cerca di inscenarlo come un suicidio, implementando un'improbabile serie di metodi suicidi. Il tentativo di scaricare il camioncino di Olivetti nella periferia della città fa sì che Franklin venga derubato (sia dell'orologio di suo fratello che del camion di Olivetti) e aggredito da due rapinatori molto stupidi.
Il giorno successivo, Franklin si chiede perché non ha ricevuto la sua audiocassetta settimanale dal fratello Bernard, che Franklin quasi idolatra poiché è bello, carismatico e popolare ed è tra i pochi a includere Franklin nella sua propria vita sociale.
Bernard era morto di un tumore al cervello inoperabile e tra i suoi effetti c'è una busta contenente la chiave di un armadietto; in esso c'è un messaggio registrato che rivela che Bernard ha derubato il suo datore di lavoro e ha lasciato i risparmi di Franklin su un conto bancario svizzero e un passaporto con una nuova identità.
Nel frattempo, l'investigatore dei vigili del fuoco Burt Walnut e altri investigatori esaminano il corpo di Olivetti, concludono rapidamente che è una messa in scena. Walnut, visitando il complesso di appartamenti, incontra Balls e Allspice e diventa sospettoso di Franklin. Walnut si allontana da sua moglie (che aveva una relazione con suo cugino) e scopre che la moglie di Allspice è morta nello stesso periodo in cui era moglie di Olivetti, 13 anni fa.
Lavorando nel suo minimarket, Balls manda in frantumi i sogni ballerini di Simone con la sua brutale onestà e lei, sconvolta, si nasconde nel bagno. Viene quindi trattenuto dai rapinatori di Franklin, che sparano a Balls al torso quando vengono spaventati da Simone. Franklin torna nel suo appartamento, ma vedendo la polizia continua a guidare. Walnut scopre che Allspice si è suicidato e, quando risponde a una telefonata di Franklin, gli viene chiesto di adottare il cane di Franklin (anche lui chiamato Bernard). Walnut lo informa dell'arresto dei rapinatori, definendoli gli assassini di Olivetti, sottolineando di Olivetti che "alcuni potrebbero dire che se l'era cercata".
Sebbene innocente, Franklin prende il suo volo per la Svizzera, seduto accanto al dottor Sage Mennox, un autore di auto-aiuto di cui Bernard è ossessionato. Franklin dice al dottor Mennox che suo fratello è morto e non era pazzo (come Mennox aveva affermato in precedenza), ma era stato effettivamente danneggiato da un tumore al cervello fatale "delle dimensioni di una pallina da racchetta". Mennox ne viene colto di sorpresa e Franklin (che in passato nutriva rancore nei suoi confronti per aver sminuito Bernard, il suo eroe), osserva astutamente che sarebbero rimasti bloccati insieme, in questa situazione imbarazzante, per la durata di un periodo molto lungo. lungo volo.
Alla fine, Franklin viene visto in Svizzera in piedi di fronte al monte Cervino circondato da tre attraenti donne svizzere in costumi popolari svizzeri .

## Produzione
Il film è stato prodotto da Deep Sky, Silver Nitrate, Amuse Entertainment e Bonnie Timmerman. Co-finanziato da Sense And Sensibility Ventures e Silver Nitrate. Nel 2012, oltre a Small Apartment, Åkerlund ha prodotto 34 spot pubblicitari e 5 video musicali. Small Apartments è stato realizzato grossomodo dallo stesso team che ha lavorato con Åkerlund negli altri suoi progetti.

## Distribuzione
Il film è stato presentato al South by Southwest Film Festival il 10 marzo 2012. In Italia è uscito direttamente in DVD il 20 febbraio 2013.